# 奥南新報
奥南新報（おうなんしんぽう）は明治41年（1908年）から昭和16年（1941年）にかけて青森県八戸市で発行された新聞である。

## 歴史
1908年1月10日、近藤喜衛らが立憲政友会系に属する公民会（奥南派）の機関紙として創刊した。月10回の発行。立憲民政党系に属する土曜会の北村益らが主宰し、同じ八戸町の地元紙であった「八戸新聞（はちのへ）」とは思想的立場の違いから激しく対立していた。一方で、八戸新聞は立憲政友会の源流である自由党の機関紙でもあったため、地域的立場の議論が重視されてゆき、浜通り派との対立に移行することになる（八戸戦争）。
また紙面の文芸欄から、数多くの文芸雑誌が生まれ、文芸欄に投稿した者たちで奥南詩文会（八戸郷土研究会）を結成するきっかけとなった。
1941年12月に新聞事業令により青森県内の新聞が東奥日報へと統合されるが、当時編集長を務めていた三浦広蔵はこれを拒み、廃刊を選択した。八戸市番町にあった奥南新報旧社屋はのちにデーリー東北社が創刊時の社屋として使用された。
現在、奥南新報の大部分は八戸市立図書館でマイクロフィルムで閲覧することが可能である。